# Dietrich von Wendt
Dietrich von Wendt (* im 16. Jahrhundert; † im 17. Jahrhundert) war Domherr in Münster.

## Leben

### Herkunft und Familie
Dietrich von Wendt entstammte dem westfälischen Adelsgeschlecht von Wendt und war der Sohn des Franz von Wendt zu Crassenstein († 1604) und dessen Gemahlin Klara von Ketteler zu Hovestadt. Sie war Erbtochter und brachte das Schloss Crassenstein durch ihre Eheschließung in den Besitz der Familie von Wendt. Dietrichs Onkel Wilhelm von Wendt war von 1595 bis 1608 Domherr in Münster.

### Wirken
Am 22. Oktober 1596 nahm Dietrich nach Präsentation durch den Domscholaster Heinrich Droste zu Vischering die Dompräbende in Besitz, die zwischen den Domherrn Johann Torck und Nikolaus von Zerssen strittig war. Mit der Aufschwörung auf die Geschlechter Wendt, Ketteler, Oer und Wylich wurde er am Tag darauf emanzipiert. Kurze Zeit später bat er das Domkapitel um einen Studienaufenthalt in Rom und hierfür um einen Zuschuss durch die Raesfelder Stiftung. Seiner Bitte wurde entsprochen. Im Juli 1597 war Dietrich Student in Rom. Ob er ein Studium abgeschlossen hat, ist nicht belegt. Am 9. Dezember 1606 verzichtete er zu Händen des Turnars. Über seinen weiteren Lebensweg gibt es keine Belege.